# Горка (Никольское сельское поселение, Устюженский район)
Горка — деревня в Устюженском районе Вологодской области.
Входит в состав Никольского сельского поселения, с точки зрения административно-территориального деления — в Никольский сельсовет.
Расстояние по автодороге до районного центра Устюжны — 38 км, до центра муниципального образования деревни Никола — 2 км. Ближайшие населённые пункты — Излядеево, Нечалово, Никола.
По переписи 2002 года население — 1 человек.